# Pasaco
Pasaco är en kommunhuvudort i Guatemala.   Den ligger i departementet Departamento de Jutiapa, i den södra delen av landet, 80 km söder om huvudstaden Guatemala City. Pasaco ligger 136 meter över havet och antalet invånare är 1 873.
Terrängen runt Pasaco är varierad. Runt Pasaco är det ganska glesbefolkat, med 24 invånare per kvadratkilometer. Närmaste större samhälle är Moyuta, 15,1 km nordost om Pasaco. Omgivningarna runt Pasaco är en mosaik av jordbruksmark och naturlig växtlighet.